# Oncidium kegeljani
Oncidium kegeljani är en orkidéart som först beskrevs av Charles Jacques Édouard Morren, och fick sitt nu gällande namn av Mark W. Chase och Norris Hagan Williams. Oncidium kegeljani ingår i släktet Oncidium och familjen orkidéer. Inga underarter finns listade i Catalogue of Life.